# Portmore United Football Club
O Portmore United Football Club é um clube de futebol sediado em Portmore na Jamaica.

## Elenco atual
Atualizado em 3 de agosto de 2017.
Nota: Bandeiras indicam equipe nacional, conforme definido pelas regras de elegibilidade da FIFA. Os jogadores podem ter mais de uma nacionalidade não-FIFA.
| N.º |         | Posição | Jogador          |
| --- | ------- | ------- | ---------------- |
| 1   | Jamaica | G       | Shaven Paul      |
| 3   | Jamaica | D       | Andre Dyce       |
| 5   | Jamaica | D       | Richard Coates   |
| 8   | Jamaica | M       | Ricardo Morris   |
| 9   | Jamaica | A       | Jeremie Lynch    |
| 10  | Jamaica | A       | Jeovanne Shorter |
| 12  | Jamaica | A       | Sue-Lae McCalla  |
| 13  | Jamaica | G       | Eric Edwards     |
| 14  | Jamaica | D       | Osani Ricketts   |

| N.º |         | Posição | Jogador          |
| --- | ------- | ------- | ---------------- |
| 17  | Jamaica | M       | Ewan Grandison   |
| 18  | Jamaica | A       | Roshane Sharpe   |
| 19  | Jamaica | M       | Chavoy Malcolm   |
| 20  | Jamaica | D       | Henrico Ricketts |
| 21  | Jamaica | M       | Michael Binns    |
| 23  | Jamaica | A       | Oshane Smith     |
| 24  | Jamaica | D       | Damion Binns     |
| 25  | Jamaica | A       | Rondee Smith     |

## Títulos

### Nacional
- Campeonato Jamaicano de Futebol: 1993, 2003, 2005, 2008, 2012, 2017-18, 2018-19.

- JFF Champions Cup: 2000, 2003, 2005, 2007,

### Internacional
- Campeonato de Clubes da CFU: 2005, 2019.